# 二氧化铼
二氧化铼是由铼元素和氧元素形成的一种无机化合物，化学式为ReO2。这种灰色至黑色晶体是一种实验室试剂，可用作催化剂。它与碱性过氧化氢溶液和氧化性酸反应生成高铼酸盐。 它在加热时会发生歧化反应而分解。